# Espectroscopia Doppler

Diagrama mostrando como um objeto pequeno (como um planeta extrassolar) orbitando um objeto maior (como uma estrela) pode produzir mudanças na posição e velocidade desta última visto que eles orbitam o centro de massa comum (cruz vermelha).

Espectroscopia Doppler, também conhecida como a medição da velocidade radial, é um método espectroscópico para descobrir planetas extrassolares. Ele envolve a observação do efeito Doppler no espectro da estrela que o planeta orbita.
É extremamente difícil observar diretamente planetas extrassolar porque eles são muito pouco brilhantes, e os primeiros registros de observações diretas não foram feitas até 2004 e 2005. Assim, planetas fora do Sistema Solar geralmente são descobertos usando métodos indiretos, através do efeito do planeta num objeto que é mais fácil de observar, como a estrela que ele orbita. Métodos eficazes incluem espectroscopia Doppler, astrometria, cronometragem de pulsares, trânsito, e microlente gravitacional. Atualmente, mais de 60% dos planetas extrassolares desconhecidos foram descobertos por espectroscopia Doppler.

## História

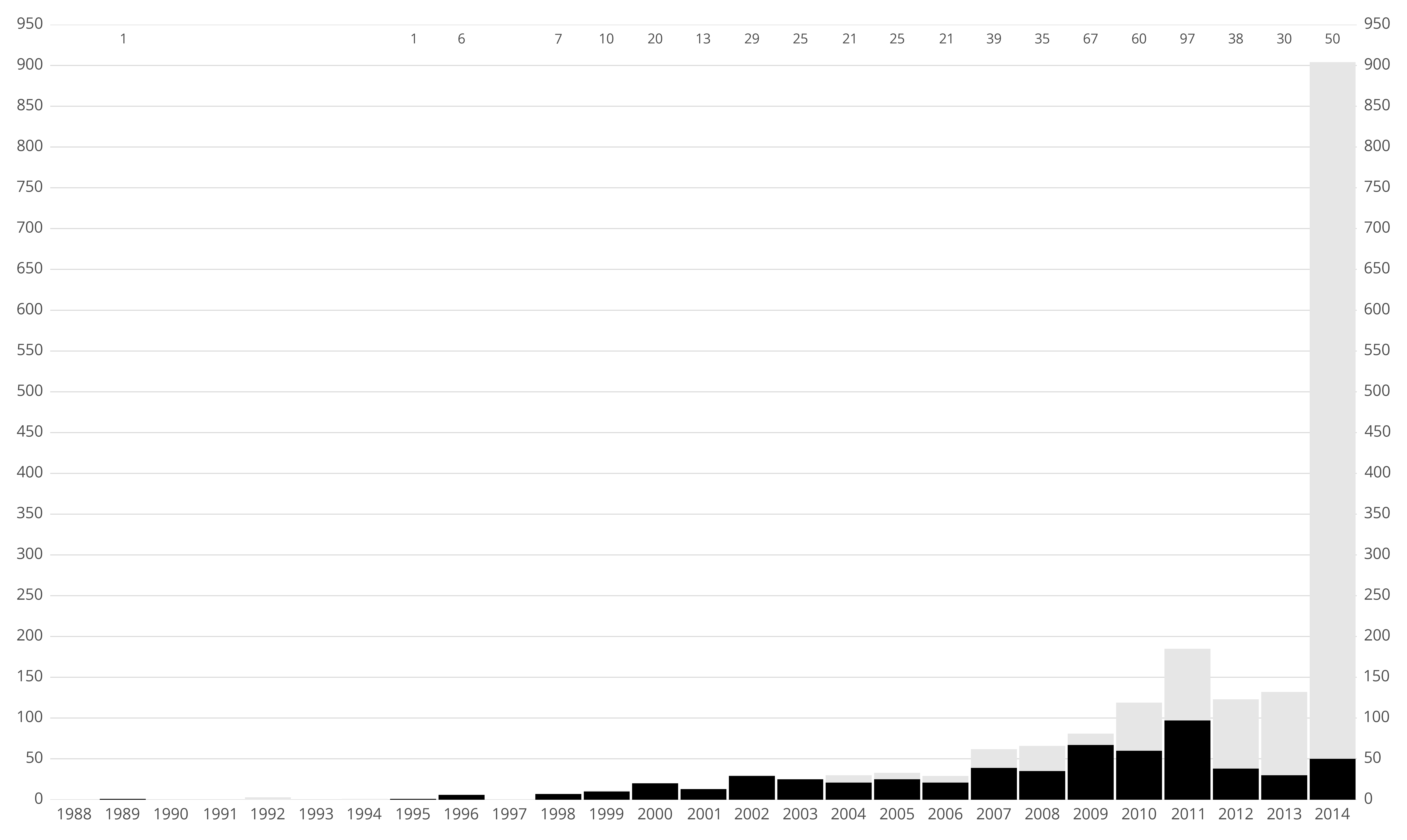
Exoplanetas descobertos por ano (atualizado em 10 de julho de 2011). Os descobertos com velocidade radial estão em preto, enquanto os descobertos por outros métodos estão em cinza

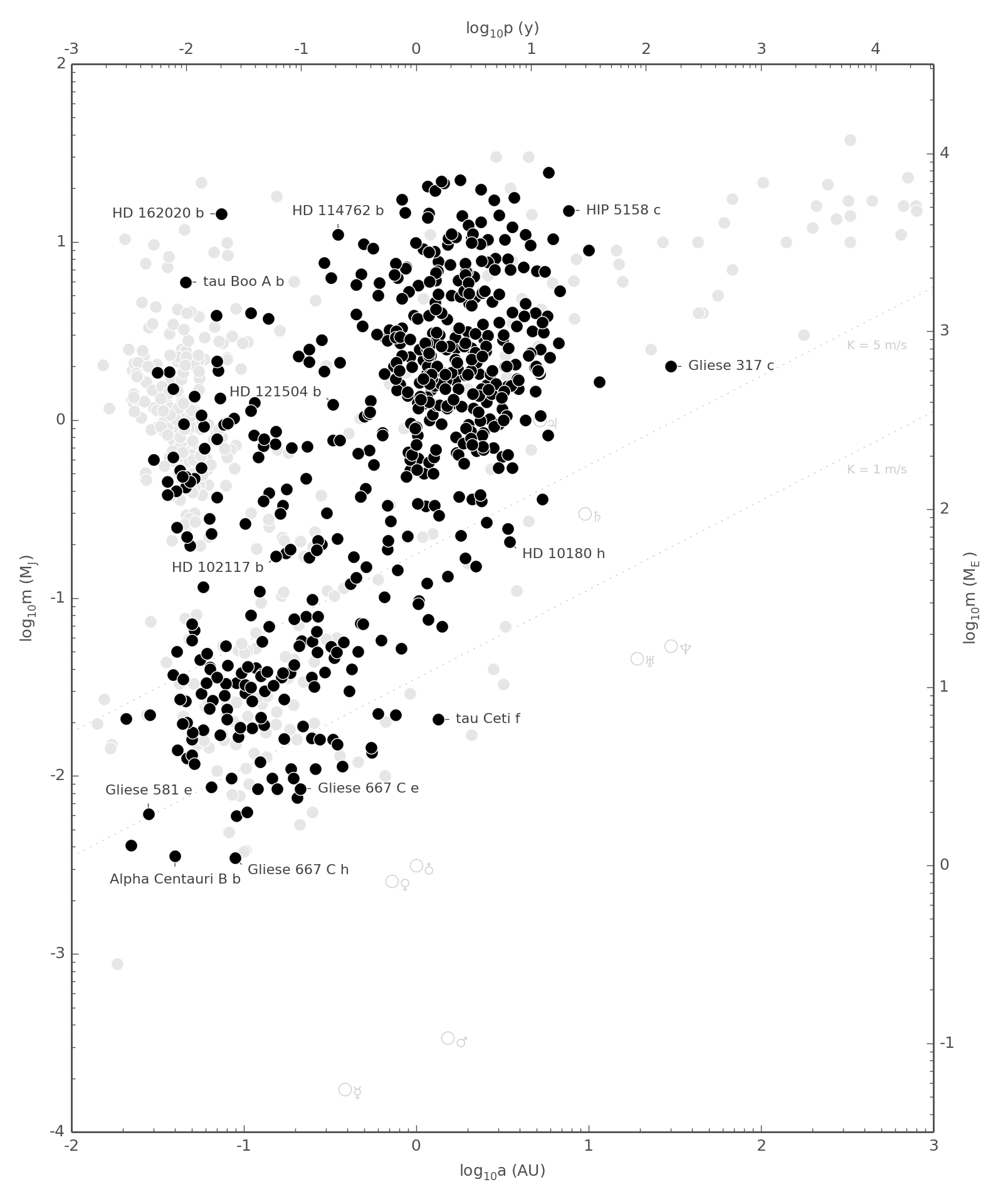
Propriedades (massa e semieixo maior) de planetas descobertos com velocidade radial, comparados com planetas descobertos por outros métodos (cinza)

Otto Struve propôs em 1952 o uso de poderosos espectrógrafos para detectar planetas distante. Ele descreveu como um grande planeta, do tamanho de Júpiter, por exemplo, iria causar oscilações em sua estrela mãe visto que os dois objetos orbitam seu centro de massa. Ele previu que o efeito Doppler causado pela velocidade radial variável poderia ser detectado por espectrógrafos sensíveis. No entanto, a tecnologia da época produzia medições de velocidade radial com erros de 1 000 m/s ou mais, tornando-as inúteis para detectar planetas em órbita. A mudança esperada na velocidade radial é muito pequena – Júpiter causa o Sol mudar a velocidade por cerca de 13 m/s em um período de 12 anos, e o efeito da Terra é de apenas 0,1 m/s em um período de 1 ano – então observações de longo prazo por instrumentos com uma alta resolução são necessários.
Avanços na tecnologia de espectrômetro e técnicas de observação nas décadas de 1980 e 1990 possibilitaram a detecção dos primeiros planetas extrassolares. 51 Pegasi b, o primeiro planeta extrassolar detectado, foi descoberto em outubro de 1995 usando espectroscopia Doppler. Desde então, centenas de exoplanetas foram descobertos pelo método de velocidade radial, e a maioria foi detectada em programas de pesquisas baseados nos Observatórios Keck, Lick e Australian Astronomical, e equipes beaseadas no Geneva Extrasolar Planet Search.
O Periodograma Kepler Bayesiano é um algoritmo matemático, usado para detectar planetas extrassolar a partir de sucessivas medições de velocidade radial nas estrelas que orbitam. Ele envolve uma análise estatística bayesiana dos dados de velocidade radial, usando uma distribuição de probabilidade a priori sobre o espaço determinado por um ou mais conjuntos de parâmetros orbitais keplerianos.